# Muceta

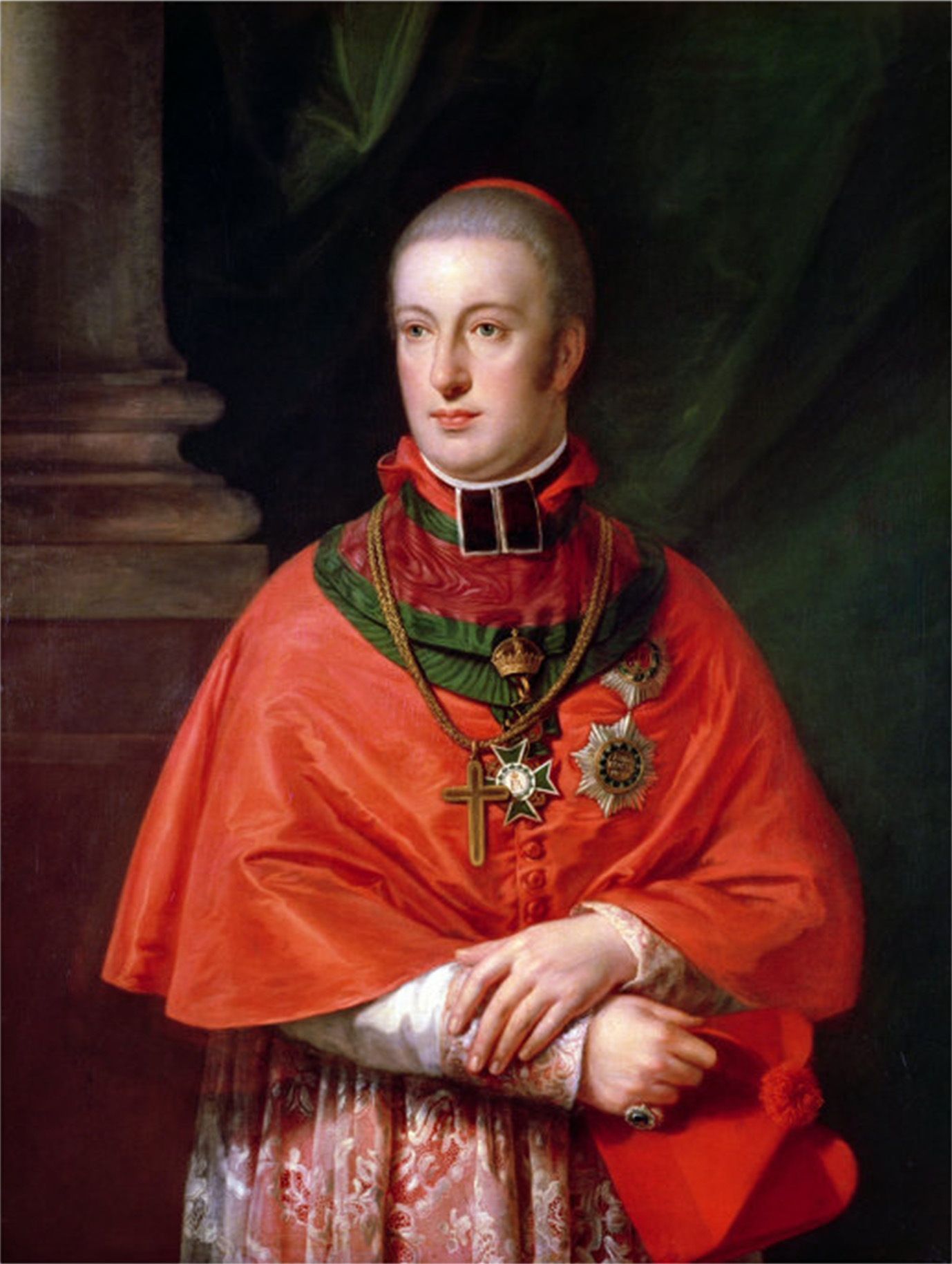
El Archiduque Rodolfo de Austria, cardenal-arzobispo de Olomouc (1823), con muceta roja.

La muceta (del italiano mozzetta) es una prenda corta, que llega hasta los codos y con botones en la parte delantera.

## Uso en la actualidad

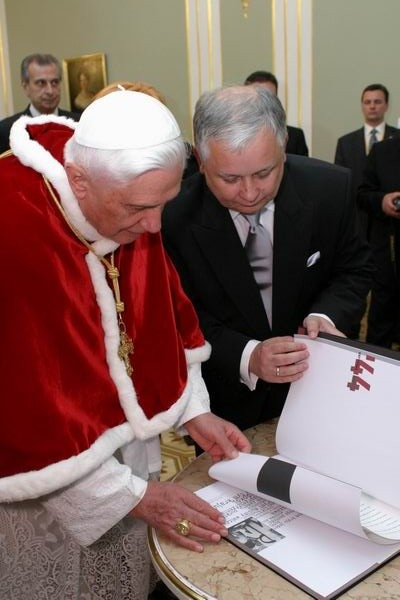
Benedicto XVI con muceta de terciopelo rojo y ribete de armiño.

La muceta es una prenda de origen medieval pensada para usarse sobre túnicas y otros vestidos anchos; en la actualidad su uso queda limitado a jerarcas eclesiásticos y algunos académicos.

## Jerarquía eclesiástica
La usan los prelados encima del roquete como parte de su hábito coral. Para los obispos no cardenales es morada. Dependiendo de la diócesis, los canónigos utilizan muceta morada o negra. Para los cardenales es roja. 
El Papa usa una muceta color granate de seda en los meses de verano, y una de terciopelo rojo ribeteada de armiño blanco en los meses de invierno. Esta última cayó en desuso tras Pablo VI, aunque Benedicto XVI la volvió a usar. 
El papa Francisco nunca vistió hábito coral ni muceta. Sin embargo, León XIV retomó el uso del hábito coral, con su correspondiente muceta en su versión de verano. 

## Universidad

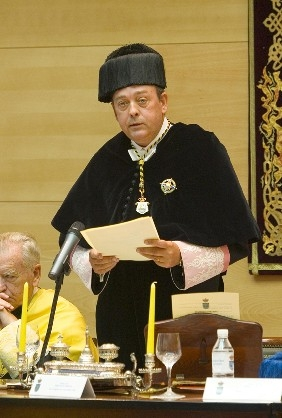
Muceta sobre la toga, propia de la indumentaria académica hispánica.

La muceta también forma parte del traje académico —junto a la toga, el birrete, guantes y anillo—, variando su color, en España, según los estudios universitarios (rojo: derecho; amarillo: medicina; celeste: humanidades; verde: veterinaria; morado: farmacia; etc.).